# Carahue
Carahue is een gemeente in de Chileense provincie Cautín in de regio Araucanía. Carahue telde 24.533 inwoners in 2017 en heeft een oppervlakte van 1341 km².
- Bibliothèque nationale de France: cb13173167g (data)
- Library of Congress Control Number: n95112647
- Nationale Bibliotheek van Israël: 987007533212505171
- Virtual International Authority File: 128005060